# Viktor Axelsen
Viktor Axelsen (ur. 4 stycznia 1994 w Odense) – duński badmintonista, dwukrotny mistrz oraz brązowy medalista olimpijski, mistrz świata z 2017 roku z Glasgow i Europy z 2016 roku z La Roche-sur-Yon i z 2018 z Huelvy. W 2016 roku był członkiem reprezentacji Danii, która jako pierwsza europejska drużyna w historii zdobyła złoto w Thomas Cup (drużynowe mistrzostwa świata mężczyzn).

## Kariera
W 2010 roku na mistrzostwach świata juniorów w Guadalajarze zdobył złoty medal w singlu. W finale pokonał w dwóch setach Koreańczyka Kang Ji-wooka 21–19, 21–10.
W kwietniu 2011 roku podczas mistrzostw Europy juniorów w fińskiej Vantaa zwyciężył rywalizację w grze pojedynczej, pokonując w finale swojego rodaka Rasmusa Fladberga 21–8, 17–21, 21–13. W listopadzie tego samego roku w Tajpej na mistrzostwach świata juniorów zdobył srebrny medal. W finale uległ Malezyjczykowi Zulfadli Zulkifli 18–21, 21–9, 19–21.
W lutym 2012 roku na drużynowych mistrzostwach Europy w Amsterdamie zdobył z reprezentacją złoty medal po zwycięstwie nad Niemcami. W kwietniu po raz pierwszy wystąpił w mistrzostwach Europy w szwedzkim Karlskronie, zajmując trzecie miejsce. W półfinale przegrał z reprezentantem gospodarzy Henrim Hurskainenem 18–21, 17–21.
Na mistrzostwach świata w 2013 roku w Kantonie przegrał w drugiej rundzie z Japończykiem Takumą Uedą 22-24, 17-21.
W 2014 roku podczas drużynowych mistrzostw Europy w Bazylei zdobył z drużyną złoty medal, wygrywając w finale z Anglią 3–1. W kwietniu na mistrzostwach Europy w Kazaniu przegrał w półfinale z rodakiem Janem Østergaardem Jørgensenem 11–21, 13–21, zdobywając tym samym brązowy medal mistrzostw. Na sierpniowych mistrzostwach świata w Kopenhadze również wywalczył medal brązowy, ulegając w półfinałowym starciu z Melezyjczykowi Lee Chong Weiem 9–21, 7–21.
W 2015 roku na mistrzostwach świata w Dżakarcie przegrał w ćwierćfinale z późniejszym mistrzem Chen Longiem 18–21, 29–30.
Podczas drużynowych mistrzostw Europy w 2016 roku jego reprezentacja wygrała zawody, pokonując w finale Francję 3–1. W majowych mistrzostwach Europy zdobył złoty medal, zwyciężając się w finale z Janem Østergaardem Jørgensenem 21–11, 21–16. W sierpniu wystąpił po raz pierwszy w karierze na igrzyskach olimpijskich w Rio de Janeiro. W brazylijskiej imprezie wywalczył brązowy medal w grze pojedynczej, pokonując w meczu o trzecie miejsce Lin Dana 15–21, 21–10, 21–17.
W 2017 roku na mistrzostwach Europy w Kolding zajął trzecie miejsce, ulegając w półfinale Andersowi Antonsenowi 17–21, 16–21. W sierpniowych mistrzostwach świata w Glasgow został mistrzem, zwyciężając Chińczyka Lin Dana 22–20, 21–16.
Rok później podczas mistrzostw Europy w Huelvie wygrał turniej w rywalizacji pojedynczej. W finale pokonał rozstawionego z numerem trzecim Anglika Rajiva Ousepha 21–8, 21–7. Zdobył również kolejny złoty medal drużynowych mistrzostw Europy w Kazaniu.
Na mistrzostwach Europy drużyn mieszanych w 2019 roku zdobył złoty medal. W finale reprezentacja Danii pokonała Niemców 3–0.

## Występy na igrzyskach olimpijskich
| Runda                   | Przeciwnik              | Wynik                   | Osiągnięcie             |                         |
| Gra pojedyncza mężczyzn | Gra pojedyncza mężczyzn | Gra pojedyncza mężczyzn | Gra pojedyncza mężczyzn | Gra pojedyncza mężczyzn |
| ----------------------- | ----------------------- | ----------------------- | ----------------------- | ----------------------- |
| Faza grupowa            | Boonsak Ponsana         | 21–14, 21–13            | 3. miejsce              |                         |
| Faza grupowa            | Lee Dong-keun           | 21–11, 21–13            | 3. miejsce              |                         |
| 1/8 finału              | Scott Evans             | 21–16, 21–12            | 3. miejsce              |                         |
| Ćwierćfinał             | Rajiv Ouseph            | 21–12, 21–16            | 3. miejsce              |                         |
| Półfinał                | Chen Long               | 14–21, 15–21            | 3. miejsce              |                         |
| Mecz o 3. miejsce       | Lin Dan                 | 15–21, 21–10, 21–17     | 3. miejsce              |                         |